# 戊酸
戊酸是化学式为C5H10O2的短链饱和脂肪酸。其它常用中文名称还有正戊酸、缬草酸等。
与其他低相对分子质量的羧酸类似，戊酸带有难闻的气味，类似于臭袜子的气味。它存在于多年生的开花植物纈草（學名：Valeriana officinalis）中，其英文名Valeric acid也因此得来。
戊酸主要用于合成戊酸酯。挥发性的戊酸酯带有宜人的气味，可用于香水和化妆品中。戊酸乙酯和戊酸戊酯有水果香味，用作食品添加剂。
戊酸与GHB和神经传递素GABA结构类似，与丙戊酸的差异仅在于3号碳上的侧链。

## 安全
人皮肤或眼部接触会导致刺激，但其他情况损害不大，因为室温下不纯固态戊酸的挥发性不强。但是戊酸仍会对水生生物造成毒害，不可未经稀释及倒入下水道中。